# Libië
Libië, officieel de Staat Libië (Arabisch: دولة ليبيا Dawlat Lībiyyā), is een land in Noord-Afrika en behoort tot de Arabische wereld. Het land heeft een oppervlakte van 1.759.540 km² en 6.890.535 (2020) inwoners, grotendeels van Arabische en in mindere mate Berberse afkomst. De hoofdstad is Tripoli. Het land grenst aan de Middellandse Zee en ligt grotendeels in de Sahara.
Tot 2020 was het land in de greep van de Tweede Libische Burgeroorlog.

## Geschiedenis

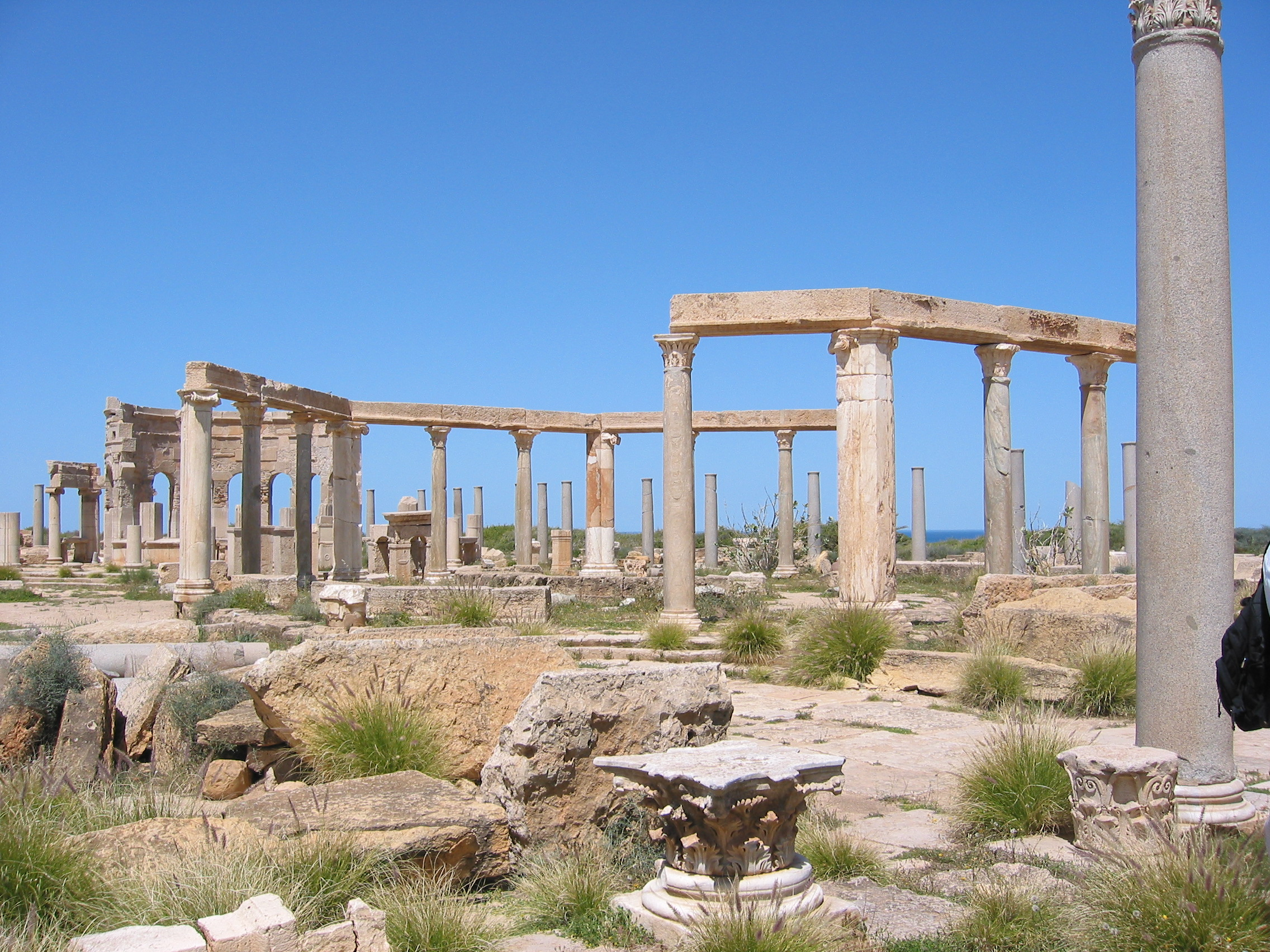
Leptis Magna, van oorsprong een Fenicische nederzetting, later een belangrijke haven- en handelsstad van het Romeinse Rijk

Hoewel de geschiedenis van het gebied dat tegenwoordig Libië heet, teruggaat tot de prehistorie, ontstond het land pas in 1912, toen Italië een kolonie vormde uit drie voormalige Ottomaanse provincies: Cyrenaica, Tripolitanië en Fezzan. In 1951 werd het land onafhankelijk als het Koninkrijk Libië. Na een staatsgreep in 1969 werd het land bestuurd door een militair regime onder leiding van de jonge kolonel Moammar al-Qadhafi. Deze hernoemde onder nasseristische invloed het land tot Libisch-Arabische Republiek (1969-1977), maar brak later met andere Arabische leiders, werd dictatorialer in zijn leiderschap en legde Libië in 1977 een ideologie van eigen makelij op, een mengeling van socialisme en islam. Hij vormde het land om tot de Grote Libisch-Arabische Socialistische Volks-Jamahiriyah. De betrekkingen met het Westen verslechterden na een bomaanslag op een vooral door Amerikanen bezochte Berlijnse discotheek in 1986, waarop Amerikaanse vliegtuigen Tripoli en Benghazi bombardeerden. Later, in 1988, vond de door Libië geplande Lockerbie-aanslag plaats, waarbij veel Amerikanen de dood vonden. In de jaren negentig werd het land geïsoleerd door internationale sancties, maar na de aanslagen op 11 september 2001 werd Qadhafi een westerse bondgenoot in de 'strijd tegen terrorisme' en werden de onderlinge betrekkingen hernieuwd.
In februari 2011 brak er in navolging van de Arabische Lente in de buurlanden een acht maanden durende opstand uit tegen Qadhafi's regime. Rebellen, die in Benghazi de Nationale Overgangsraad vormden, kregen vanaf 19 maart militaire bijstand van een internationale coalitie geleid door de NAVO, veroverden in augustus de hoofdstad Tripoli en versloegen de maanden erop de laatste Qadhafi-getrouwen, tot op 20 oktober 2011 Moammar al-Qadhafi zelf werd opgepakt en gedood. De Nationale Overgangsraad had intussen de Libische Republiek gevestigd en kondigde hervormingen aan, waaronder het invoeren van de sharia.
Voor de opstand stond Libië als hoogst genoteerde Afrikaanse land op de index van de menselijke ontwikkeling van de Verenigde Naties en had, mede dankzij de grote olieproductie van het land, ook een van de hoogste bbp's van het continent.

### Oudheid
Libische koninkrijken onderhielden al in de Oudheid contact met Feniciërs en Grieken, waarvan de belangrijkste het koninkrijk van de Garamanten was. Vanaf 630 v.Chr. werden verschillende steden gesticht in het oosten van Libië. Het gehele kustgebied werd later onder Romeins gezag gebracht. De kustzone floreerde in de eerste eeuwen van onze jaartelling door de productie van graan en andere gewassen. Er ontstonden Romeinse steden waarvan de ruïnes in Leptis Magna nog getuigen. In de nadagen van het Romeinse Rijk werd het gebied vanuit Byzantium geregeerd.
In de zevende eeuw veroverden de Arabieren de Libische gewesten en brachten de islam mee.

### Koloniale tijd

#### Ottomaans bestuur
In de Middeleeuwen breidde het Ottomaanse Rijk zijn invloed uit tot Libië. Formeel bleef nog eeuwenlang de pasja van Tripolitanië de heerser in het gebied, maar een Turkse gouverneur bepaalde meestal de gang van zaken. Totdat in 1835 De Porte gebruik maakte van interne Libische twisten en het land onder direct Ottomaans bestuur plaatste.

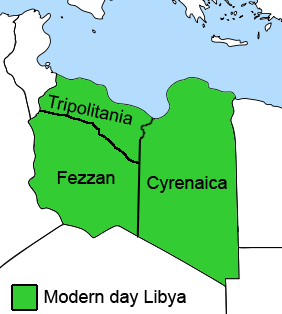
De drie Ottomaanse districten die in 1912 werden samengevoegd tot Libië

#### Italiaanse kolonie
In 1911-1912, in de Italiaans-Turkse Oorlog tussen het Ottomaanse Rijk en Italië, veroverde Italië de drie Ottomaanse provincies Cyrenaica, Tripolitanië en Fezzan, en voegde die samen tot de kolonie Italiaans-Libië.
In 1912 werd het Verdrag van Ouchy getekend, waarbij de Turken de Italiaanse soevereiniteit erkenden.
Aangemoedigd door Mussolini arriveerden in oktober 1938 20.000 Italiaanse landverhuizers, om in het woestijnland een bestaan als landbouwer op te bouwen. Deze ventimilli vormden in de beleving van de fascisten de voorhoede van wat in de jaren zestig moest zijn uitgegroeid tot een kernbevolking van 500.000 mensen.
Tijdens de Tweede Wereldoorlog verdreef het Britse leger de Italianen en hun Duitse bondgenoten uit het land. De provincies Tripolitanië en Cyrenaica in het oosten kwamen onder Brits militair bestuur, terwijl in het westen Fezzan onder Frans militair bestuur viel. Dit ging door onder een mandaat van de Verenigde Naties (VN) tot 1950.

### Onafhankelijk koninkrijk
In december 1949 stuurde de Verenigde Naties de ondersecretaris-generaal Adriaan Pelt als Commissaris-vertegenwoordiger naar Libië. Hij moest de weg bereiden voor onafhankelijkheid. Het lukte hem binnen de gestelde termijn van twee jaar om met de verschillende stammen overeenstemming te bereiken over de stichting van een federaal koninkrijk. Op 24 december 1951 werd het onafhankelijke Verenigd Koninkrijk Libië gesticht met Idris I als koning.
In 1959 werden aanzienlijke olievoorraden in Libië ontdekt. Hierdoor werd een van de armste landen ter wereld plotseling zeer rijk. Onvrede groeide echter bij sommige Libische facties, over het feit dat de rijkdom van het land zich concentreerde in de handen van koning Idris. Tijdens de regering van Idris was Groot-Brittannië de grootste wapenleverancier van het land, en de Britten waren ook intensief betrokken bij bouwkundige projecten. De Verenigde Staten hielden hun luchtmachtbasis Wheelus Air Base, 11 km oostelijk van Tripoli, in stand.

### Qadhafi-tijdperk
Op 1 september 1969 vond een staatsgreep plaats onder leiding van kolonel Moammar al-Qadhafi. Deze staatsgreep werd later ook wel de septemberrevolutie genoemd. Qadhafi vestigde een nationalistische en panarabische dictatuur met een islamitische inslag. De oliewinning werd genationaliseerd en de Engelse en Amerikaanse ingenieurs moesten het land verlaten. Ook de 12.000 afstammelingen van de ventimilli, moesten in oktober 1970, samen met de Libische joden, halsoverkop het land verlaten. Bovendien werden alle Italiaanse bezittingen in Libië onteigend.
Sindsdien heeft de Libische economie zeer geprofiteerd van de olieopbrengsten, die hebben geleid tot relatief weinig armoede en aantrekking van migranten uit armere buurlanden, zowel Arabische als niet-Arabische. Dit leidt af en toe tot etnische spanningen. Gedurende de jaren tachtig raakte het land in verschillende conflicten met buurlanden, die vaak het gevolg waren van pogingen tot samenwerking, die had moeten leiden tot Arabische eenheid. Qadhafi was ook in andere Afrikaanse landen actief door steun te verlenen waar hij dat nuttig achtte, zoals inmenging in de burgeroorlog in het buurland Tsjaad, aan de Oegandese dictator Idi Amin bij diens inval in Tanzania en aan de verzetsbeweging Polisario in de Spaanse Sahara.
Ook met verschillende westerse landen, met name de Verenigde Staten, het Verenigd Koninkrijk en Frankrijk, liepen de spanningen hoog op. In 1979 trok de VS diplomatiek personeel terug uit de ambassade in Tripoli toen die door een woedende menigte in brand werd gestoken. In 1984 bereikten de betrekkingen met het Verenigd Koninkrijk een dieptepunt toen vanuit de Libische ambassade in Londen geschoten werd op demonstranten tegen het Libische regime, waarbij een Britse politieagente gedood werd. Dit leidde tot verbreking van de diplomatieke betrekkingen. De uitgewezen diplomaat die de moord op zijn geweten had, zou in Libië opgehangen zijn, maar pas in 1999 zou het regime komen met een erkenning van 'algemene' verantwoordelijkheid. In combinatie met erkenning van de verantwoordelijkheid voor 'Lockerbie' (zie verder) leidde dit tot een herstel van de betrekkingen.
Het conflict met de Verenigde Staten kwam tot een hoogtepunt in april 1986 toen de Amerikaanse marine in opdracht van president Reagan de steden Tripoli en Benghazi bombardeerde, als vergelding voor de "vermeende rol in het terrorisme", met name bij een bomaanslag in een Berlijnse discotheek waarbij 3 doden en 230 gewonden vielen, onder wie veel Amerikaanse militairen.
In 1988 ontplofte een Amerikaanse Boeing 747 boven het Schotse dorpje Lockerbie. Men vermoedde dat de bom afkomstig was uit Libië, bij wijze van vergelding voor het Amerikaanse bombardement. In 1992 kondigden de Verenigde Naties (VN) economische sancties af, omdat Libië weigerde verdachten uit te leveren. Pas in 1999 vond op de Nederlandse Vliegbasis Soesterberg onder Schots recht een rechtszaak plaats, waarbij de verdachten alsnog berecht werden.
Met de Sovjet-Unie waren de betrekkingen ook niet eenvoudig; een (vermoedelijk gemotiveerd door mogelijk aanwezig uraniumerts) mislukte invasie in de Aouzoustrook van Tsjaad die werd uitgevoerd met Sovjet-wapentuig, was in strijd met afspraken met de Sovjet-Unie.
Op 25 september 2011 kwam in het nieuws dat bij de Abu-Salim gevangenis in Tripoli een massagraf zou zijn gevonden met 1270 lichamen. Volgens mensenrechtenorganisaties was daar in 1996 onder het bewind van Qadhafi een massamoord gepleegd. Bij nader onderzoek bleek echter dat het graf waarschijnlijk enkel beenderen van dieren bevatte.
Sinds de val van het communisme in Oost-Europa was er een wat minder antiwesterse koers waar te nemen. Qadhafi gold echter nog steeds als een steunpilaar van het regime van Robert Mugabe in Zimbabwe. Op 12 september 2003 beëindigden de VN de sancties tegen Libië. Het beëindigen van de sancties was een gevolg van het feit dat Libië de verantwoordelijkheid voor de Lockerbie-aanslag accepteerde en 2,7 miljard dollar aan de nabestaanden van de ramp betaalde.

#### Staatsinrichting onder Qadhafi
Onder de heerschappij van Moammar al-Qadhafi werd Libië gevormd tot een staatsvorm die compleet anders is dan andere republieken. Qadhafi omschreef Libië als een "zuivere socialistische staat", het was echter zo dat de formele overheidsinstituten hier en daar vaag gedefinieerd waren. Qadhafi zelf was officieel niet president of premier van het land, maar beschreef zichzelf als een soort "gids" die het Libische volk hielp het socialisme te realiseren. Libië had een uit 1976 daterende semi-grondwet en de wetten van het land waren afgeleid van het socialisme, de sharia en van Qadhafi's Groene Boekje van politieke filosofie. Libië was formeel een naar het socialisme gevormde staat. In de praktijk kon Qadhafi's Libië gezien worden als een dictatuur, met Qadhafi aan het hoofd en geholpen door een kleine kliek van militaire en politieke ambtenaren. Libië werd beschuldigd van grootschalige schendingen van de mensenrechten en door de overheid gesponsord terrorisme.
Een systeem van volkscongressen structureerde de beraadslagingen, waaraan iedere Libische burger vanaf 18 jaar kon deelnemen. Ieder volkscongres kende als uitvoerende raad een volkscomité (een soort ministerie) dat verantwoording aflegde aan hun volkscongres. De voorzitters van de volkscomités hadden zitting in een Algemeen Volkscomité, een soort ministerraad. De secretaris-generaal van het Algemeen Volkscomité fungeerde als premier. Er was een scheiding aangebracht tussen de uitvoerende en de wetgevende macht (trias politica). De volksvertegenwoordiging (dat dus onder andere uit de volkscongressen bestond) kende ook een Algemeen Volkscongres (27.000 leden), het parlement. De secretaris-generaal van het Algemeen Volkscongres fungeerde als formeel staatshoofd. De minister van Buitenlandse Zaken was Abdel Rahman Shalgham. Politieke partijen waren, met uitzondering van de door Qadhafi geleide Arabische Socialistische Unie (formeel geen politieke partij), verboden.
Onder al-Qadhafi was de nationale vlag van Libië geheel groen.

### Opstand van 2011 en nasleep
Na de omwenteling in Tunesië van december 2010 en de geslaagde volksopstand in Egypte in januari 2011 gingen op 16 februari 2011 in Libië tienduizenden mensen de straat op tegen het bewind van Qadhafi. Bij onlusten in diverse steden vielen waarschijnlijk meer dan 1000 doden, maar zekerheid over het aantal slachtoffers is er niet.
Het verzet vond aanvankelijk plaats in het noordoosten van Libië in en rond Benghazi en andere steden in Cyrenaica, later ook in het noordwesten van het land waar Qadhafi's invloed geringer was dan in de hoofdstad, maar sloeg nadien over naar delen van Tripoli. Het verzet kreeg grote gebieden van het land in handen en er braken hevige gevechten uit tussen opstandelingen en het reguliere Libische leger.
Op 17 maart 2011 besloot de VN-veiligheidsraad dat er in Libië moest worden ingegrepen. Er werd voor een resolutie gestemd die militair ingrijpen mogelijk maakte. Frankrijk en Groot-Brittannië kregen het voortouw bij het militair ingrijpen. De resolutie zorgde er ook voor dat het luchtruim boven Libië een "no-flyzone" werd. De coalitielegers vielen ook troepen op de grond aan vanuit de lucht.
Op zondag 21 augustus 2011 bereikten de opstandelingen de voorsteden van Tripoli. In de nacht van zondag op maandag trokken ze de stad zelf in, waar zware gevechten plaatsvonden. Op 23 augustus werd Bab al-Azizia, Qadhafi's zwaar gefortificeerde regeringscentrum, door de opstandelingen ingenomen. De leider zelf werd niet aangetroffen.
Op 20 oktober 2011 werd de stad Sirte ingenomen, na een belegering die lang duurde, met name omdat er fel verzet was gepleegd vanuit de stad door Qadhafi-aanhangers. Op dezelfde dag werd de voormalig leider, die in een konvooi probeerde de stad te ontvluchten, tegengehouden door Franse gevechtsvliegtuigen en daarna gevangengenomen, waarna hij onder onduidelijke omstandigheden stierf. Minstens 30.000 Libiërs kwamen om bij de opstand tegen Qadhafi.
Na de dood van Qadhafi brak een chaotische periode aan voor het land. Hoewel in juli 2012 de eerste vrije verkiezingen werden gehouden, beperkt het centrale gezag zich tot het noorden van het land. Vooral christenen moeten het ontgelden en komen steeds sterker onder druk te staan. Tijdens de eerste vergadering van het Libische parlement kreeg een vrouw zonder hoofddoek opdracht de zaal te verlaten. Interim-president Mustafa Abdel Jalil benadrukte in een toespraak dat de sharia de basis dient te zijn van de nieuwe grondwet.
7000 militairen, burgers en buitenlandse ex-huurlingen die voor Qadhafi hebben gevochten worden vastgehouden in de gevangenissen van de regering. Volgens Amnesty International vinden er op grote schaal martelingen en executies plaats van diegene die als vijanden van de nieuwe regering worden gezien.
In september 2012 werd de Amerikaanse ambassadeur Christopher Stevens bij een aanslag gedood. Volgens sommigen is deze aanslag gepleegd door Qadhafi-aanhangers die ook verantwoordelijk worden gehouden voor andere opstanden. De groep zou bestaan uit 90.000 strijders en claimt de steun te hebben van de meerderheid van de Libische bevolking.
Sedertdien is het land zowel politiek, etnisch als religieus diep verdeeld. In 2016 waren er op bepaald moment drie regeringen (waarvan twee in Tripoli en één in Tobroek) die de soevereiniteit over het land opeisten.

## Geografie

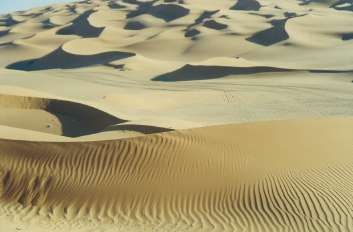
Een groot deel van Libië bestaat uit woestijn

Libië wordt begrensd door Egypte in het oosten, Tunesië en Algerije in het westen, Niger en Tsjaad in het zuiden en Soedan in het zuidoosten. De kustlijn met de Middellandse Zee heeft een lengte van 1770 kilometer.
De hoofdstad is Tripoli, een havenstad in het noordwesten, aan de Middellandse Zee. Een groot deel van het grondgebied in het zuiden van het land is onderdeel van de Sahara. Het land kent geen meren of andere wateren van betekenis: van de 1.759.540 km² grondgebied is alles land. Men werkt echter aan een project om water dat zich onder de Sahara bevindt, in een soort kunstmatige rivier om te zetten die steden aan de kust van water kan voorzien.
In het noorden aan de zee heeft het land een Middellands Zeeklimaat, zuidelijker heerst een droog woestijnklimaat. De belangrijkste steden van het land liggen dan ook bijna allemaal aan de noordkust.

### Bestuurlijke indeling
Libië is sinds 2012 onderverdeeld in 34 gemeenten (بلدية, baladiya). Het is de bedoeling om als bestuurslaag boven de gemeente Gouvernementen (محافظة, muḥāfaẓä) in te richten. Wat de beste vertaling van het Arabische woord baladiya in het Nederlands is, gemeente, regio of provincie, kan ter discussie staan, in ieder geval zijn de gebieden qua oppervlakte gemiddeld groter dan België of Nederland.

## Defensie
In 2008 was op de begroting een bedrag van 1,1 miljard dollar gereserveerd voor defensiedoeleinden. In 2009 telde het leger 76.000 militairen en 40.000 paramilitairen. De landmacht telt 50.000 actieve militairen, de luchtmacht en luchtverdediging 18.000 en de marine 8.000.
Het leger is vooral uitgerust met materieel dat in de jaren zeventig was aangeschaft van de voormalige Sovjet-Unie. In de afgelopen paar jaar, na het wegvallen van internationale strafmaatregelen, kan Libië weer modern materieel kopen.
In het algemeen is het materieel sterk verouderd en beperkt inzetbaar. De landmacht beschikte in 2009 over ruim 2.200 tanks, zoals de T-55, de T-62 en de T-72, maar slechts 650 waren inzetbaar. Bij de luchtmacht hetzelfde beeld, van de 386 gevechtsvliegtuigen zijn er 260 inzetbaar. Het merendeel van de luchtvloot bestaat uit ex-Sovjet-Unie jachtvliegtuigen als de MiG-23 en de Su-20; daarnaast beschikt Libië over 25 zwaar verouderde Franse Mirage F1 toestellen. De grootste schepen van de marine zijn twee fregatten van de Koni klasse en een korvet van de Nanuchka klasse. De belangrijkste marinehavens zijn Tripoli, Benghazi en Tobroek.
In het kader van de Opstand in Libië vliegen NAVO-gevechtsvliegtuigen boven het Libische luchtruim vanaf 31 maart 2011. Een groot deel van deze vluchten hadden militaire installaties, kazernes, vliegvelden, radarsystemen, tanks en pantservoertuigen als doel. De aanvallen hebben de gevechtskracht van het Libische leger sterk gereduceerd. Tijdens de opstand zijn ook de wapendepots van het leger geplunderd. Veel wapens zijn gebruikt in de strijd tegen het regime, maar de angst bestaat dat deze ook in handen zijn gekomen van criminele organisaties. Het regime beschikte over vele duizenden van de schouder af te vuren luchtdoelraketten, waarvan vele zijn verdwenen.
In 2004 sloot Libië aan bij de Organisatie voor het Verbod op Chemische Wapens (OPCW). Libië stemde ermee in om zijn voorraden chemische wapens te vernietigen. Pas in oktober 2010 begon het land daadwerkelijk met de vernietiging van de voorraad mosterdgas, maar in februari 2011 werd dit proces gestaakt door de opstand. Op dat moment was circa 55% van de voorraad vernietigd. Libië kreeg tot 29 april 2012 de tijd om het programma af te ronden.

## Demografie

Etnische groepen in Libië

### Bevolkingssamenstelling
Libië heeft een kleine bevolking die op een groot oppervlakte leeft. De bevolkingsdichtheid verschilt van ongeveer drie mensen per vierkante kilometer in de twee noordelijke streken Tripolitanië en Cyrenaica, tot minder dan een persoon per vierkante kilometer in de rest van het land. Libië is daarmee een van de dunstbevolkte landen ter wereld. 90% van de bevolking woont in minder dan 10% van het land, meestal aan de kust.
Het Libische volk is een mengeling van inheemse Berbervolken en Arabieren die later in het land aankwamen. Er zijn kleine Toeareg- en Toeboestammen die vooral in het zuiden leven en een nomadische of semi-nomadische levensstijl hebben. Het grootste gedeelte van de buitenlandse bevolking komt uit andere Afrikaanse landen, vooral Egypte, Tunesië en Zuid-Afrika.

### Taal
De hoofdtaal van Libië is het Arabisch en dat is ook de officiële taal van het land. De talen die door de Berbers worden gesproken hebben geen officiële status. Een gedeelte van de Libiërs spreekt ook Italiaans en Engels, vooral in de grote steden. De sprekers van het Italiaans behoren vooral tot de oudere generaties.

### Godsdienst

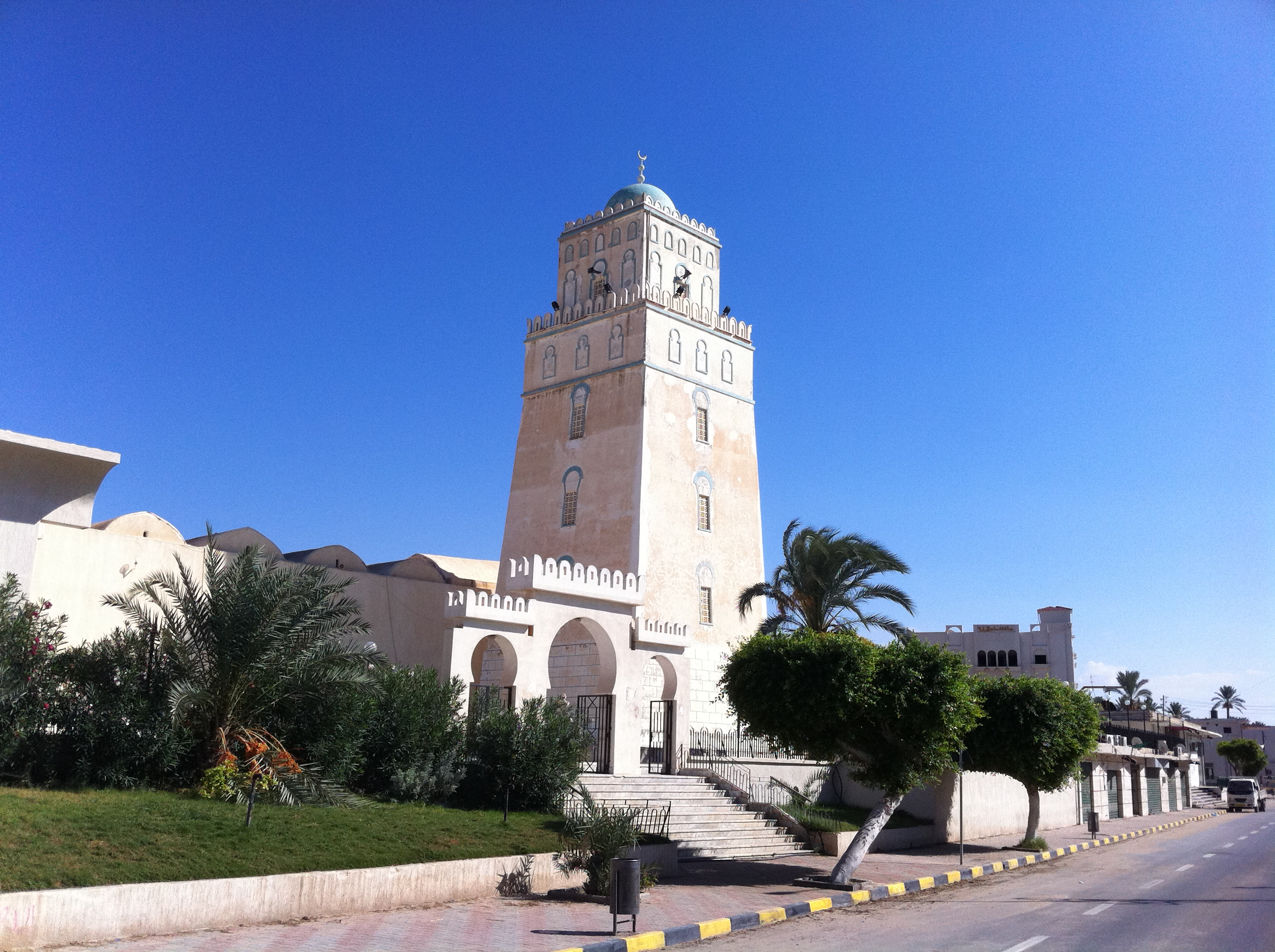
Moskee in Libië

Van de bevolking hangt 97% de soennitische islam aan. Het land is lid van de Organisatie voor Islamitische Samenwerking sinds de oprichting van de OIC in 1969.
Het ibadisme, een islamitische stroming, heeft ook aanhang in Libië. Deze ibaditische Berbers worden door de soennieten als ketters beschouwd. In de woestijn en in de oases hebben de Sanoesijja-orde en de Sanusi-orde nog veel aanhang. Leden van het (voormalige) Libische koningshuis hangen de Sanusi-variant van de islam aan.
Er zijn circa 50.000 koptisch-orthodoxen en circa 40.000 katholieken. De katholieken worden door twee bisschoppen gediend, één in Tripoli, de ander in Benghazi.

## Economie

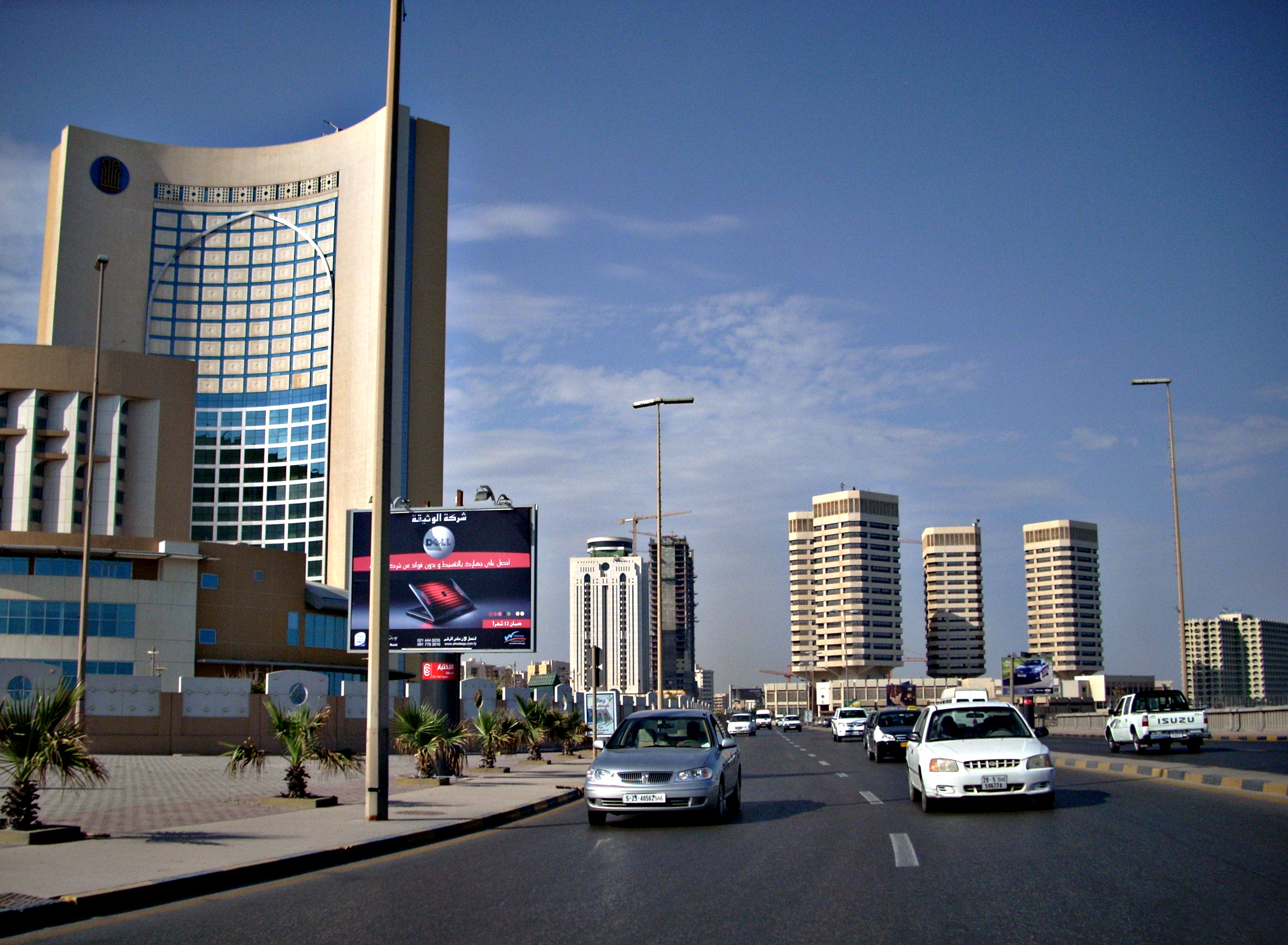
Moderne gebouwen in Tripoli

Kaart met olie- en gasvelden in Libië

De economie van Libië is zeer sterk afhankelijk van de prijs en productie van aardolie en aardgas. Het is de belangrijkste bron van inkomsten voor het land, het grootste exportproduct en levert een majeure bijdrage aan de inkomsten van de overheid. Sinds 2005 is het bruto binnenlands product (bbp) meer dan verdubbeld van US$ 42,8 miljard tot US$ 74,2 miljard in 2010. In 2010 bedroeg de totale exportopbrengst van Libië US$ 46 miljard, waarvan het aandeel van olie en olieproducten bijna US$ 42 miljard was. In 2021 waren deze bedragen US$ 33,4 miljard en US$ 27,5 miljard respectievelijk. Libië heeft een structureel overschot op de handelsbalans dankzij de export van olie; in 2010 was dit overschot ruim 16 miljard dollar en in 2021 was dit gedaald naar US$ 5,7 miljard.

### Energie
De zoektocht naar aardolie begon relatief laat in vergelijking tot andere landen in het Midden-Oosten. Pas in 1955 werd de Libyan Petroleum Law aangenomen. In tegenstelling tot de andere olieproducerende landen in de regio, gaf Libië in de wet een duidelijke voorkeur aan veel kleine concessies aan veel oliemaatschappijen. Doel van de wet was zo snel als mogelijk olie te vinden. In 1957 werden al 84 licenties verleend aan 17 oliemaatschappijen. In april 1959 werd bij Zelten, circa 160 kilometer ten zuiden van Brega, het eerste grote olieveld aangeboord. Dit succes leidde tot meer opsporingsactiviteiten en in 1961 waren al 10 grote velden aangeboord en werd de eerste olie uitgevoerd. De goede kwaliteit van de olie (weinig zwavel) en de ideale ligging dicht bij Europa leidden tot een stormachtige groei van de olieproductie. In 1965 was Libië de 6e olie-exporteur ter wereld en in 1969 produceerde het al meer dan 3 miljoen vaten olie per dag, meer dan Saoedi-Arabië op dat moment.
In 1962 werd Libië lid van de Organisatie van olie-exporterende landen (OPEC).
Op 1 september 1969 pleegden de Vrije Officieren voor Eenheid en Socialisme een staatsgreep in het land. Nadat Qadhafi in januari 1970 de macht naar zich toe had getrokken was een belangrijke prioriteit het verhogen van de staatsinkomsten uit de olieproductie. De National Oil Company (NOC) werd opgericht en deze nam namens de Staat deel aan de winning en transport van olie. Oliemaatschappijen kregen te maken met een hogere belastingdruk. In diverse stappen nam de invloed van de Staat op de oliewinning toe.
Begin jaren tachtig daalden de olieprijzen op de wereldmarkt en dit zette de staatsinkomsten onder zware neerwaartse druk. Libië werd verder beschuldigd van het ondersteunen van terroristische organisaties en in maart 1982 verbood de Amerikaanse regering de import van olie uit Libië. Deze sancties werden aangescherpt in 1986 en de Libische olieproductie kwam onder druk te staan omdat import van noodzakelijk materieel moeilijker werd. Pas in september 2004 werden de sancties opgeheven en had Libië weer vrije toegang tot westerse technologie voor de winning van olie.
In oktober 2004 werd de Greenstreampijpleiding geopend. Deze pijpleiding tussen Libië en Italië maakte op grote schaal de export van aardgas mogelijk.
In 2020 werden de bewezen aardoliereserves van Libië getaxeerd op 48,4 miljard vaten; de gasreserves waren 1505 miljard m³ groot. In de laatste jaren lag de productie van aardolie op circa één miljoen vaten per dag en veruit het grootste deel wordt geëxporteerd. Europa is de belangrijkste exportmarkt voor Libische olie. Verder exporteert het land kleine hoeveelheden aardgas waarvan het meeste via een pijpleiding naar Italië wordt vervoerd.
|           | 1970 | 1980 | 1990 | 2000 | 2010 | 2015 | 2020 | 2021 | 2022 | 2023 |
| Productie | 3318 | 1832 | 1389 | 1347 | 1487 | 404  | 389  | 1207 | 981  | 1189 |
| Export    |      |      |      |      | 1118 | 288  | 347  | 1091 | 920  | 1024 |

De nationale oliemaatschappij van Libië, de National Oil Corporation (NOC), is eigenaar van alle vijf de raffinaderijen in het land. Deze kunnen dagelijks in totaal 634.000 vaten verwerken. De twee grootste, met een gezamenlijke capaciteit van 340.000 vaten, staan in Ra's Lanoef en Az Zawiyah aan de kust met de Middellandse Zee. De raffinaderijen draaien ver onder de capaciteit, in 2020 was de doorzet slechts 86.000 vaten per dag.
In 2014 produceerde het land 36 miljoen ton olie-equivalent (Mtoe), waarvan 72% olie en 28% gas. Dat was veel meer dan nodig voor de energievoorziening; het TPES (total primary energy supply) was 18 Mtoe. Van de energie ging ongeveer 10 Mtoe verloren bij conversie, vooral bij elektriciteitsopwekking. Voor eindgebruikers resteerde 9 Mtoe, waarvan 0,9 Mtoe aan elektriciteit. Het land exporteerde 16 Mtoe fossiele brandstof meer dan het importeerde.
De uitstoot van kooldioxide was 48 megaton, dat is 7,6 ton per persoon. Het wereldgemiddelde is 4,5 ton per persoon.

### Landbouw
Vanwege het droge klimaat is slechts 5% van het land geschikt voor landbouw. Alleen in de buurt van Tripoli en Benghazi valt voldoende neerslag, voor de rest van het land is irrigatie van groot belang. Begin jaren tachtig startte de regering een groot investeringsprogramma om zoet water diep uit de binnenlanden naar de kust te vervoeren, het Great Man-made River project. Van dit water is 70% bestemd voor de landbouw; voldoende om 130.000 hectare landbouwgrond te bevloeien.

### Toerisme
Mede door de vermoedelijke rol die het land speelde bij het sponsoren van terrorisme heeft het land tientallen jaren nauwelijks toerisme gekend. Tijdens de jaren 2000 probeerde men het toerisme te stimuleren en bijvoorbeeld westerse toeristen aan te trekken. Het land heeft onder andere indrukwekkende archeologische bezienswaardigheden. Ook de kust met bijbehorend mediterraan klimaat kan het toerisme gunstig beïnvloeden. Dit is door de burgeroorlogen die het land sinds 2011 teisteren weer teniet gedaan.

## Etymologie en spelling
De naam Libië gaat terug op het Griekse Λιβύη (Libúē) of Λιβύᾱ (Libúā) en het Latijnse Libya, die verwezen naar het land der Liboe, een nomadische stam in Noord-Afrika ten westen van Egypte. De spelling varieert sindsdien van taal tot taal (Frans: Libye; Duits: Libyen; Engels: Libya; Italiaans: Libia). Tot halverwege de 20e eeuw werd Libië in het Nederlands gespeld als Libye. Door invoering van een algemene spellingsvereenvoudiging ontstond de huidige spelling, in overeenstemming met de vele andere landen waarvan de Nederlandse naam op -ië eindigt. Het adjectief – voordien eindigend op een s (Libys) – eindigt sindsdien op sch (Libisch).